# Prevosts klapperrat
Prevosts klapperrat (Callosciurus prevostii), ook wel Prevostklappereekhoorn of driekleureekhoorn genoemd, is een Zuidoost-Aziatische eekhoornsoort. Dit knaagdier is vernoemd naar Franse natuuronderzoeker Florent Prévost.

## Kenmerken
Prevosts klapperrat dankt zijn naam "driekleureekhoorn" aan de bonte tekening op zijn vacht. De meeste dieren hebben een zwarte staart, rug, voorhoofd en snuit, witte wangen, kin, flanken en dijen en een kastanjebruine buik en binnenzijde van de poten. Over het gezicht loopt de grens tussen het zwarte en het witte vlak van de snuit via de ogen naar de oren. Bij sommige dieren zijn de voorpoten geheel oranjerood, bij andere zijn ze aan de voorzijde wit en vormt het wit zo één groot vlak. In bepaalde populaties op Borneo ontbreekt de witte tekening, of is de bovenzijde niet zwart maar grijs. Hij heeft een kop-romplengte van 13 tot 28 cm, een staartlengte van 8 tot 26 cm en een lichaamsgewicht van 150 tot maximaal 500 g.

## Leefwijze
De klapperrat is voornamelijk overdag en in de schemering actief. De nacht brengt hij door in een nest in een holle boom. Hij leeft voornamelijk van vruchten, zachte zaden, noten, bloemen, knoppen, jonge scheuten, bladeren en bast, aangevuld met insecten als mieren, termieten en larven, en vogeleieren en jonge vogeltjes. Het verspreidingsgebied overlapt voor een groot gedeelte met twee andere grotere eekhoorns, de tweekleurige reuzeneekhoorn (Ratufa bicolor) en Ratufa affinis. R. affinis is voornamelijk een bladeter, R. bicolor is voornamelijk een vruchteneter. De klapperrat en de tweekleurige reuzeneekhoorn worden vaak in dezelfde boom aangetroffen. Beide soorten hebben verschillende foerageerpatronen, en de klapperrat voedt zich met een kleiner aantal verschillende vruchten, waardoor voedselconcurrentie vermeden wordt.

## Voortplanting
Hij leeft meestal solitair of in paren, soms in kleine familiegroepjes. Groepsleden communiceren met elkaar door middel van op vogelgeluiden lijkende roepen en met de pluimstaart. Twee tot vier jongen worden na een draagtijd van 46 tot 48 dagen geboren. Vlak voor de worp legt het vrouwtje een groot nest van takjes, twijgen en bladeren aan in een holle boom of hoog tussen takken. In sommige delen van het verspreidingsgebied krijgt deze eekhoorn tot vier worpen per jaar.

## Verspreiding
Het is een boomeekhoorn, die leeft in de tropische regenwouden van Zuid-Thailand, Maleisië, Borneo en Sumatra. Hij houdt zich voornamelijk op in de middenlaag tot het kronendak.

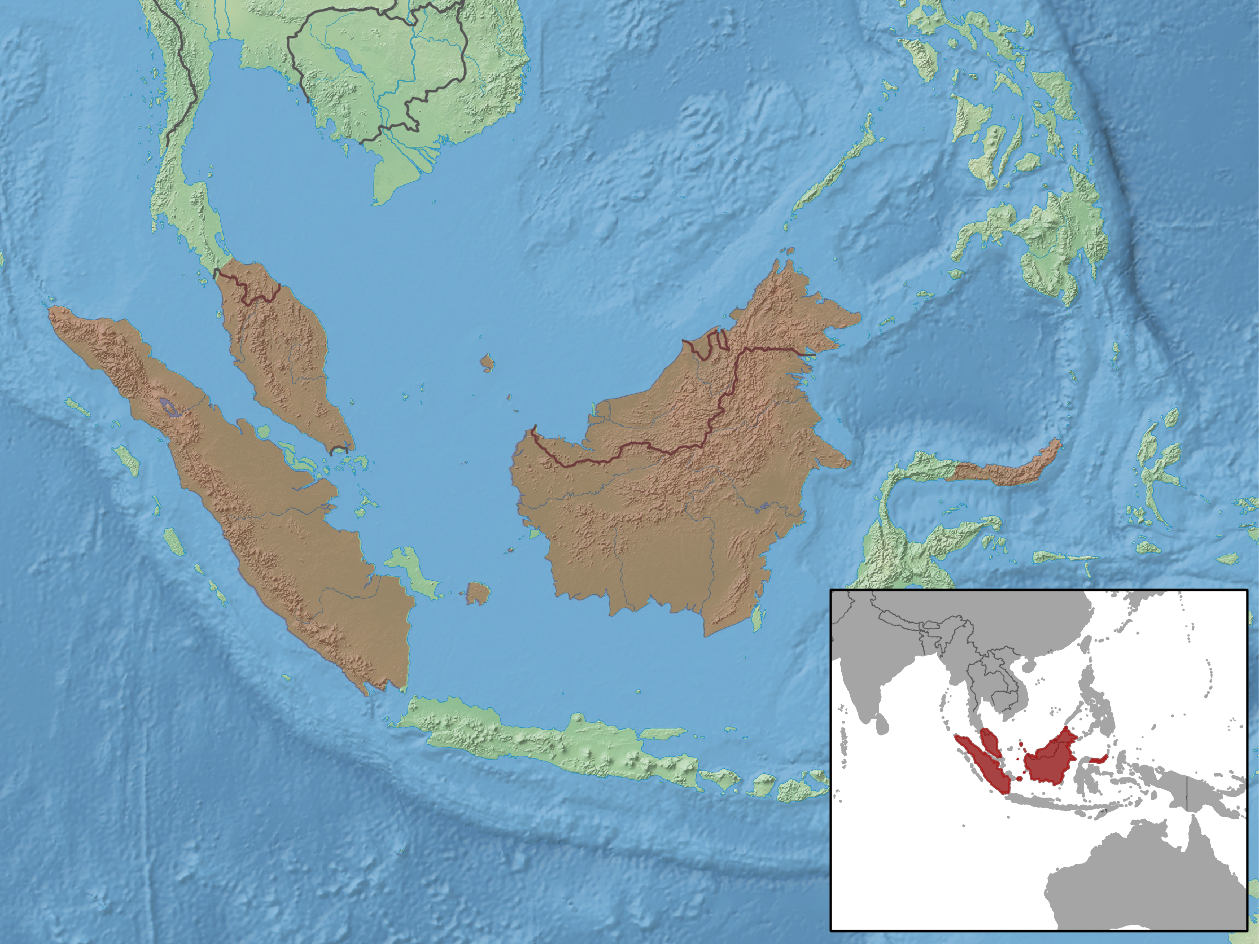
Leefgebied